# Маркович Марія Йосипівна
Марія Йосипівна Маркович (нар. 3 травня 1963, м. Тернопіль) — українська мистецтвознавиця, педагогиня, кандидатка мистецтвознавства (2006). Членкиня Спілки дизайнерів України (2002), Національної спілки архітекторів України.

## Життєпис
Марія Маркович народилася 3 травня 1963 року в місті Тернополі.
Закінчила факультет архітектури Львівського політехнічного інституту (1985). Працювала архітекторкою підприємства «Світло», викладачкою катедри графічного моделювання Тернопільського національного технічного університету імені Івана Пулюя (1992—2006), нині — доцентка катедри образотворазотворчого мистецтва, дизайну та методики їх викладання (від 2006) Тернопільського національного педагогічного університету імені Володимира Гнатюка.
Організаторка пленерів молодих художників, виставок і творчих форумів.
Праці:
- «Стилетворчі пошуки Михайла Кузіва в контексті розвитку образотворчого мистецтва ХІХ–ХХ ст.» (2016)[1];
- «Сучасні технології освітлення в створенні образу просторового середовища» (2016)[2];
- «Види і типи архітектурно-декоративного освітлення (підсвічування)» (2017)[3];
- «Сучасні освітлювальні прилади в дизайні ландшафту» (2017)[4].

## Нагороди і відзнаки
- почесна відзнака міського голови міста Тернополя (2017).